# العلاقات التونسية الموريتانية
العلاقات التونسية الموريتانية هي العلاقات الثنائية التي تجمع بين تونس وموريتانيا.

## مقارنة بين البلدين
هذه مقارنة عامة ومرجعية للدولتين:
| وجه المقارنة                                              | تونس                                       | موريتانيا                 |
| --------------------------------------------------------- | ------------------------------------------ | ------------------------- |
| المساحة (كم2)                                             | 163.61 ألف                                 | 1.03 مليون                |
| عدد السكان (نسمة)                                         | 11.53 مليون                                | 4.42 مليون                |
| الكثافة السكانية (ن./كم²)                                 | 70.47                                      | 4.29                      |
| العاصمة                                                   | تونس                                       | نواكشوط                   |
| اللغة الرسمية                                             | اللغة العربية                              | اللغة العربية، لغة فرنسية |
| العملة                                                    | دينار تونسي                                | أوقية موريتانية، أوقية ‏   |
| الناتج المحلي الإجمالي (بليون دولار)                      | 40.26 مليار                                | 5.02 مليار                |
| الناتج المحلي الإجمالي (تعادل القوة الشرائية) بليون دولار | 129.05 مليار                               |                           |
| الناتج المحلي الإجمالي الاسمي للفرد دولار أمريكي          | 3.87 ألف                                   |                           |
| الناتج المحلي الإجمالي للفرد دولار أمريكي                 | 11.44 ألف                                  | 3.91 ألف                  |
| مؤشر التنمية البشرية                                      | 0.721                                      | 0.506                     |
| رمز المكالمات الدولي                                      | +216                                       | +222                      |
| رمز الإنترنت                                              | .tn                                        | .mr                       |
| المنطقة الزمنية                                           | ت ع م+01:00، توقيت وسط أوروبا، ت ع م+02:00 | 00                        |

## منظمات دولية مشتركة
يشترك البلدان في عضوية مجموعة من المنظمات الدولية، منها:
| علم المنظمة | اسم المنظمة                                 | تاريخ انضمام تونس | تاريخ انضمام موريتانيا |
| ----------- | ------------------------------------------- | ----------------- | ---------------------- |
|             | صندوق النقد العربي                          | ?                 | ?                      |
|             | اتحاد المغرب العربي                         | ?                 | ?                      |
|             | جامعة الدول العربية                         | 1 أكتوبر 1958     | 26 نوفمبر 1973         |
|             | منظمة التجارة العالمية                      | ?                 | 31 مايو 1995           |
|             | الاتحاد الأفريقي                            | ?                 | 25 مايو 1963           |
|             | الاتحاد البريدي العالمي                     | ?                 | ?                      |
|             | يونسكو                                      | 8 نوفمبر 1956     | 10 يناير 1962          |
|             | مؤسسة التمويل الدولية                       | 25 يوليو 1962     | 29 ديسمبر 1967         |
|             | منظمة التعاون الإسلامي                      | ?                 | ?                      |
|             | المركز الدولي لتسوية المنازعات الاستشارية   | 14 أكتوبر 1966    | 14 أكتوبر 1966         |
|             | منظمة حظر الأسلحة الكيميائية                | ?                 | ?                      |
|             | مؤسسة التنمية الدولية                       | 30 ديسمبر 1960    | 10 سبتمبر 1963         |
|             | وكالة ضمان الاستثمار متعدد الأطراف          | 7 يونيو 1988      | 8 سبتمبر 1992          |
|             | المصرف العربي للتنمية الاقتصادية في أفريقيا | ?                 | ?                      |
|             | منظمة الشرطة الجنائية الدولية               | ?                 | ?                      |
|             | الأمم المتحدة                               | 12 نوفمبر 1956    | 27 أكتوبر 1961         |
|             | الاتحاد الدولي للاتصالات                    | 14 ديسمبر 1956    | 18 أبريل 1962          |
|             | البنك الدولي للإنشاء والتعمير               | 14 أبريل 1958     | 10 سبتمبر 1963         |
|             | البنك الإفريقي للتنمية                      | ?                 | ?                      |
|             | الصندوق العربي للإنماء الاقتصادي والاجتماعي | ?                 | ?                      |

## أعلام
هذه قائمة لبعض الشخصيات التي تربطها علاقات بالبلدين:
- علي بلحاج (سياسي جزائري، 1956 – )

## وصلات خارجية
- موقع وزارة الخارجية التونسية